# Mosquée d'`Ala'ad-Dîn
La mosquée d'`Ala'ad-Dîn (`Ala'ad-Dîn Camii) est le principal monument de la citadelle de Konya en Turquie. L'édifice servait de « Mosquée du Trône » du sultanat de Roum et contient le mausolée de cette dynastie seldjoukide. Il fut construit en plusieurs étapes entre le milieu des XIIe et XIIIe siècles. La citadelle comme la mosquée portent le nom du sultan `Ala'ad-Dîn Kay Qubadh Ier.

## La mosquée
Suivant la procédure habituelle des Seldjoukides, une basilique chrétienne sur le site fut convertie en mosquée après la capture de la cité en 1080. Une grande partie des matériaux de construction et de la sculpture architecturale utilisés dans les phases ultérieures de l'édifice, notamment les colonnes et les chapiteaux sont des remplois de la basilique et d'autres monuments byzantins voisins.
La construction aurait commencé à l'époque de Mas`ûd Ier : une inscription date le minbar d'ébène de 1155. Il constitue le plus ancien exemple daté d'art seldjoukide en Anatolie. Le cadre de céramique polychrome du mihrab et de la coupole qui le surmonte pourrait dater de cette période.
Kay Kâwus Ier est à l'origine d'un programme de reconstruction majeure de la mosquée en 1219. Il déplaça l'entrée principale de l'Ouest au Nord, à l'opposé du mihrab. Il ajouté une façade monumentale sur le côté nord, faisant face à la ville et au palais seldjoukide. Un mausolée de marbre fut commencé dans la cour. La mort du sultan mit fin à la construction la même année, avant que son frère et successeur Kay Qubadh Ier ne reprenne les travaux. Il fit modifier plusieurs inscriptions de son prédécesseur et s'appropria la paternité des modifications de la mosquée. En 1235, il ajouta une grande salle hypostyle soutenue par 42 colonnes, à l'Est du mihrab.
Le minaret, le mihrab de marbre (1891) et la porte orientale, à travers laquelle entrent la plupart des visiteurs, datent de l'Empire ottoman.

## Sultans inhumés dans le complexe

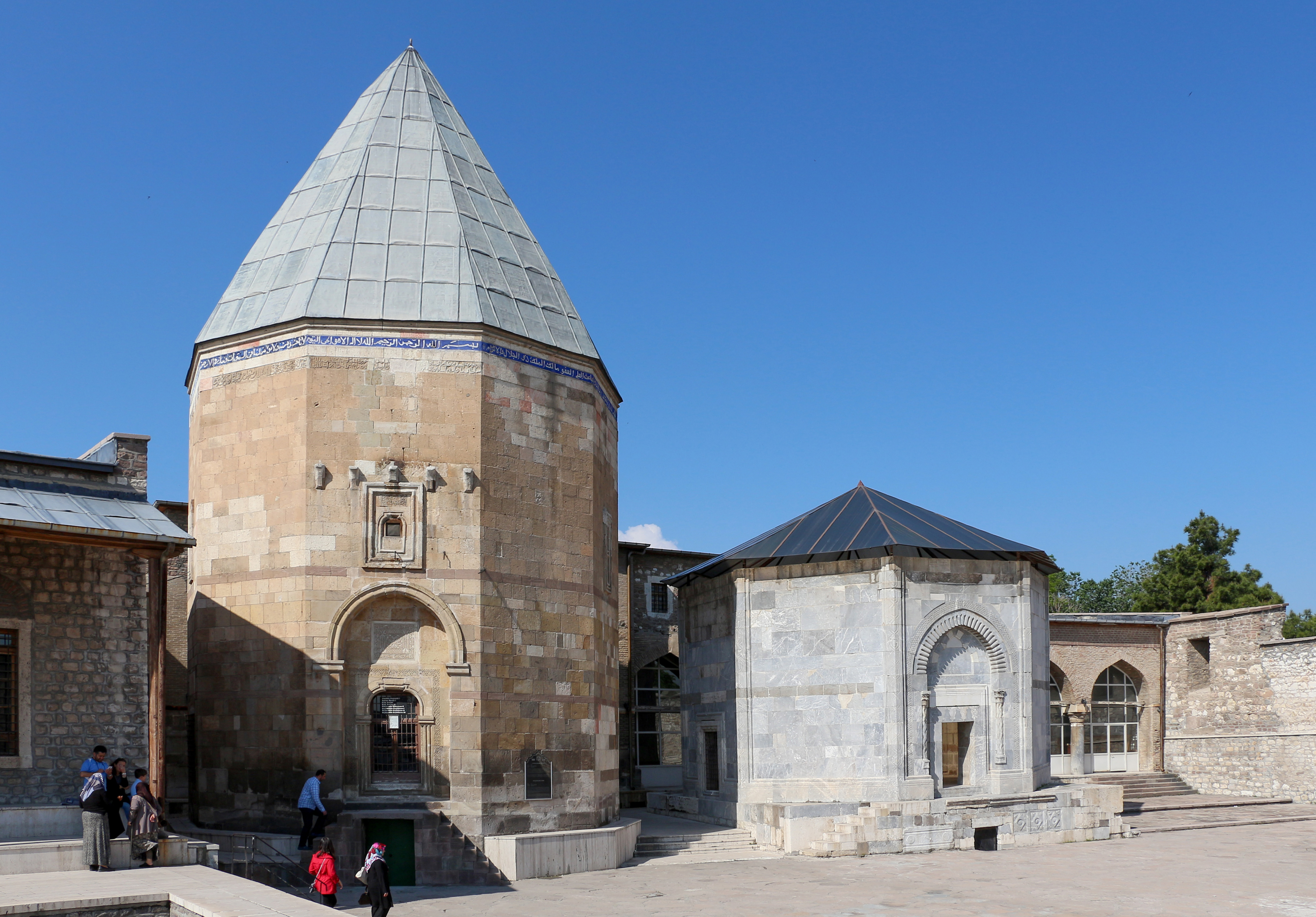
Turbes dans la cour de la mosquée

La cour de la mosquée comprend deux mausolées monumentaux. D'après l'inscription sur la façade, Kılıç Arslan II a fait construire la tombe décaèdre avec le toit en forme de cône. Ce mausolée devint le lieu d'inhumation de la dynastie seldjoukide et abrite les sarcophages de huit sultans de Rûm :
- Rukn ad-Dîn Mas`ûd Ier (1116-1155)
- `Izz ad-Dîn Kılıç Arslan II (1155-1192)
- Rukn ad-Dîn Süleyman II Shah (1197-1204)
- Ghiyâth ad-Dîn Kay Khusraw Ier (1205-1211) (second règne)
- `Ala' ad-Dîn Kay Qubadh Ier (1220-1237)
- Ghiyâth ad-Dîn Kay Khusraw II (1237-1246)
- Rukn ad-Dîn Kılıç Arslan IV (1248-1265)
- Ghiyâth ad-Dîn Kay Khusraw III (1265-1284)

Le second mausolée fut commencé par Kay Kâwus I mais demeura inachevé à sa mort: cette tombe est connue sous le nom de Adsız Türbe, soit le « Mausolée anonyme » car les noms de ceux qui y sont inhumés ne sont pas connus.

## Sources